# Heliconius hoppi
Heliconius hoppi är en fjärilsart som beskrevs av Heinrich Neustetter 1928. Heliconius hoppi ingår i släktet Heliconius och familjen praktfjärilar. Inga underarter finns listade i Catalogue of Life.